# パウル＝ハインツ・ヴェルマン
パウル＝ハインツ・ヴェルマン（Paul-Heinz Wellmann、1952年3月31日 - ）は、旧西ドイツの陸上競技選手。1500mを得意とした、1970年代に活躍した男子中距離選手。1976年モントリオールオリンピックの銅メダリストである。ヘッセン州ラーン＝ディル郡ハイガー出身。

## 経歴
ヴェルマンは、1970年のヨーロッパジュニア選手権の1500mで銀メダルを獲得。1971年のヨーロッパ選手権でも決勝に進出し7位の記録を残している。1972年の母国で開催されたミュンヘンオリンピックでも代表となり、決勝に進出したものの、7位に終わる。2年後のヨーロッパ選手権でも7位となっている。
2回目のオリンピックとなる1976年モントリオールオリンピックでは、3分39秒33で、ニュージーランドのジョン・ウォーカー、ベルギーのイヴォ・ヴァンダムに次いで銅メダルを獲得した。トップのウォーカーとは0秒16差という僅差であった。
国内では、ライバルにトーマス・ヴェッシンハーゲらがいたが、1973年に800mと1500mの西ドイツ選手権を制覇。さらに1974年、1976年でも1500mのチャンピオンとなっている。ヴェルマンは、ミュンヘンオリンピックの女子1500mに出場した、エレン・ティッテルと結婚したが、その後離婚。エレンは後に、ライバルであったヴェッシンハーゲと再婚している。

## 主な実績
| 年   | 大会                         | 場所                           | 種目  | 結果 | 記録      |
| ---- | ---------------------------- | ------------------------------ | ----- | ---- | --------- |
| 1970 | ヨーロッパジュニア陸上選手権 | パリ(フランス)                 | 1500m | 2位  | 3分51秒79 |
| 1971 | ヨーロッパ陸上選手権         | ヘルシンキ(フィンランド)       | 1500m | 7位  | 3分40秒9  |
| 1972 | オリンピック                 | ミュンヘン(西ドイツ)           | 1500m | 7位  | 3分40秒1  |
| 1974 | ヨーロッパ陸上選手権         | ローマ(イタリア)               | 1500m | 7位  | 3分41秒6  |
| 1976 | ヨーロッパ室内陸上選手権     | ミュンヘン(西ドイツ)           | 1500m | 1位  | 3分45秒1  |
| 1976 | オリンピック                 | モントリオール(カナダ)         | 1500m | 3位  | 3分39秒33 |
| 1977 | ヨーロッパ室内陸上選手権     | サン・セバスティアン(スペイン) | 1500m | 2位  | 3分46秒6  |